# K3曲面
在數學領域的代數幾何及複流形理論中，K3曲面是一類重要的緊複曲面，在此「曲面」係指複二維，視作實流形則為四維。
K3曲面與二維複環面構成二維的卡拉比-丘流形。複幾何所探討的K3曲面通常不是代數曲面；然而這類曲面首先出現於代數幾何，並以恩斯特·庫默爾、埃里希·卡萊爾與小平邦彥三位姓氏縮寫為 K 的代數幾何學家命名，也與1950年代被命名的K2峰相映成趣。

## 定義
在不同的脈絡下，K3曲面的定義略有不同。
- 在複幾何中，K3曲面是具有平凡典範叢的緊緻、單連通複曲面。
- 在代數幾何中，K3曲面是具有平凡典範叢，且 {\displaystyle H^{1}(X,{\mathcal {O}}_{X})=0} 的射影曲面。此定義可推廣至任意域上的代數曲面。
- 另有一個物理文獻中常見的刻劃：K3曲面是不同構於 {\displaystyle T^{4}} 的複二維卡拉比-丘流形。

## 重要性質
1. 若將K3曲面視為四維實流形，則它們彼此微分同胚。其貝蒂數為：1、0、22、0、1。
2. 所有K3曲面都是卡萊爾流形。
3. 根據丘成桐證出的卡拉比猜想，所有K3曲面都配有里奇平坦度量。
4. 現已知對複K3曲面存在一個20維的粗模空間。對複K3曲面，存在週期映射，而且相應的托雷利定理成立。K3曲面也另有其它數種具備良好週期映射的模空間。
5. K3曲面在弦理論中扮演重要角色，因為它提供了除環面之外最簡單的緊緻化。K3曲面上的緊化保存一半的超對稱。

## 例子
- 庫默爾曲面源自一個二維阿貝爾簇 {\displaystyle A} 對 {\displaystyle a\mapsto -a} 的商空間，此商在二階撓點上產生 {\displaystyle 2^{4}=16} 個奇點。該空間的極小分解是個K3曲面。
- {\displaystyle \mathbb {P} ^{3}} 裡的四次平滑曲面。
- {\displaystyle \mathbb {P} ^{4}} 裡二次曲面與三次曲面之交。
- {\displaystyle \mathbb {P} ^{5}} 裡三個二次曲面之交。
- {\displaystyle \mathbb {P} ^{2}} 沿一條平滑六次曲線的分歧覆蓋。

## 外部連結
- K3 Surfaces and String Duality, by Paul Aspinwall （页面存档备份，存于）
- The Geometry of K3 surfaces, by David Morrison